# Elosztóhálózat-üzemeltető
Az elosztóhálózat-üzemeltető (röviden: elosztó, illetve elosztói engedélyes, angolul: Distribution Network Operator, röviden: DNO) olyan hatósági engedély birtokában és szabályozott keretek között működő villamosenergia-ipari, illetve földgázipari vállalkozás, mely a működési engedélye szerinti területen egyedüliként jogosult és egyben köteles ellátni a felmerült fogyasztói igényeket. Elkerülendő az infrastrukturális párhuzamosságokat, nemzetgazdasági szempontból természetes monopóliumnak minősülnek, így a területükön kizárólagosan végzik tevékenységüket (területi monopólium). A tevékenységük felügyeletét a Magyar Energetikai és Közmű-szabályozási Hivatal (MEKH) látja el hazánkban.

## Elosztók tulajdonosi viszonyai

### Villamosenergia szektor
A közelmúltig három különböző tulajdonosi körhöz tartozott, a Magyarországon működő, összesen hat elosztói engedélyes. Három (a korábbi ÉDÁSZ, DÉDÁSZ és TITÁSZ) az E.ON nemzetközi energetikai vállalat, kettő (az ELMŰ és az ÉMÁSZ) az Innogy, míg egy (a korábbi EDF DÉMÁSZ) az MVM többségi tulajdonában lévő NKM érdekeltségi körébe tartozott.
2019. október 3-án az MVM Zrt. és az E.ON Beteiligungen GmbH átfogó keretmegállapodást írt alá, mely az eddigi tulajdonosi felosztást alapvetően megváltoztatta. Ennek keretében az ÉMÁSZ Hálózati Kft. az MVM Csoporthoz, míg az ELMŰ Hálózati Kft. az E.ON Hungáriához került, továbbá az MVM Csoport 25%-os közvetlen részesedést szerzett az E.ON Hungária Zrt.-ben. Az E.ON Tiszántúli Áramhálózati Zrt. ugyanakkor egy másik - az Opus Global Nyrt.-vel kötött - megállapodás révén 2021. szeptember 1-jétől Opus Titász Zrt. néven folytatja tovább a működését.

## Az elosztók feladatai
A DNO fő feladata, a tulajdonában álló elosztó hálózaton, mint infrastruktúrán keresztül a villamosenergia, illetve földgáz eljuttatása (elosztása) a felhasználókhoz és minden ehhez kapcsolódó karbantartási, hálózatfejlesztési, üzemeltetési tevékenység végzése. A DNO hálózati infrastruktúrájának központi távfelügyelete céljából üzemirányító központot működtet 24-órás szolgálati rendben.
Magyarországon a DNO-k  mérési központ működtetése mellett, ún. mérőoperátori feladatokat is ellátnak, azaz tulajdonolják és működtetik a felhasználók villamosenergia, illetve földgáz fogyasztásának elszámolási mérésére szolgáló fogyasztásmérő berendezéseket. Az elosztók sem energiatermelést (erőművek, illetve földgázkitermelő helyek révén), sem pedig energiakereskedelmet (ideértve a korábbi közüzemi villamosenergia, illetve földgáz értékesítést, a mai egyetemes szolgáltatást) nem folytathatnak, mely tevékenységeket - akár azonos tulajdonosi körben lévő, de - az elosztóktól jogilag és számvitelileg szétválasztott vállalatok végzik. Minden elosztói társaságot tulajdonló ún. vertikálisan integrált villamosenergia-ipari vállalkozáscsoportnak van saját kereskedelmi, illetve termelő cége, de tőlük független vállalkozások is működnek.

## Az elosztók jövőképe
A brit szakmai szóhasználatban a DNO a korábbi Top-Down megközelítésű hálózatüzemeltetést reprezentálja. Ennek lényege, hogy a villamosenergia döntő részét nagyerőművekben állítják elő, melyet az elosztók "osztanak szét", szállítanak el a fogyasztókhoz, akik passzív szereplői az egyirányú, lefelé mutató modellnek. A Distribution System Operatorok (DSO-k, azaz Elosztóhálózati Rendszerüzemeltetők) ehhez képest már nagymértékű elosztott termelést, azaz helyben, sok helyszínen történő villamosenergia-előállítást és a villamos hálózatba táplálást is hatékonyan kezelni tudnak. Ez kétirányú modell, mivel alulról is történik villamosenergia termelés és áramlás, mely egészen más szemléletű hálózatüzemeltetést és hálózatfejlesztést igényel. A DSO-k nagyban támaszkodnak az ún. "smart" hálózati eszközökre (pl. okosmérők, stb.), melyekből nagy mennyiségű adatot nyernek és dolgoznak fel, mélyebb és naprakészebb ismeretet kapva hálózatuk aktuális állapotáról.
Jelenleg Magyarországon a DNO-ból DSO-ba történő átalakulást tapasztalhatjuk minden elosztótársaság esetében, pusztán az előrehaladottság mértéke különböző. Sok magyar iparági szakértő már az eddigi honi elosztói tevékenységet is DSO-nak tekinti.

## Elosztótársaságok listája

### Villamos energia szektor
- ELMŰ Hálózati Kft. (magyar nyelven). eon.hu . (Hozzáférés: 2021. december 15.)
- E.ON Dél-dunántúli Áramhálózati Zrt. (magyar nyelven). eon.hu . (Hozzáférés: 2019. október 31.)
- E.ON Észak-dunántúli Áramhálózati Zrt. (magyar nyelven). eon.hu . (Hozzáférés: 2019. október 31.)
- MVM DÉMÁSZ Áramhálózati Kft. (magyar nyelven). mvmhalozat.hu . (Hozzáférés: 2021. december 15.)
- MVM ÉMÁSZ Áramhálózati Kft. (magyar nyelven). mvmemaszhalozat.hu . (Hozzáférés: 2021. december 15.)
- OPUS TITÁSZ Áramhálózati Zrt. (magyar nyelven). opustitasz.hu . (Hozzáférés: 2021. december 15.)

### Gázszektor
- E.ON Dél-dunántúli Gázhálózati Zrt. (magyar nyelven). eon.hu . (Hozzáférés: 2019. október 31.)
- E.ON Közép-dunántúli Gázhálózati Zrt. (magyar nyelven). eon.hu . (Hozzáférés: 2019. október 31.)
- Magyar Gázszolgáltató Kft. (magyar nyelven). magaz.hu . (Hozzáférés: 2019. október 31.)
- MVM FŐGÁZ Földgázhálózati Kft. (magyar nyelven). mvmhalozat.hu . (Hozzáférés: 2021. december 15.)
- MVM Égáz-Dégáz Földgázhálózati Zrt. (magyar nyelven). mvmhalozat.hu . (Hozzáférés: 2021. december 15.)
- TIGÁZ Földgázelosztó Zrt. (magyar nyelven). tigazdso.hu . [2019. október 31-i dátummal az eredetiből archiválva]. (Hozzáférés: 2019. október 31.)

## Fordítás
- Ez a szócikk részben vagy egészben  a   Distribution network operator című angol Wikipédia-szócikk fordításán alapul.  Az eredeti cikk szerkesztőit annak laptörténete sorolja fel. Ez a jelzés csupán a megfogalmazás eredetét és a szerzői jogokat jelzi, nem szolgál a cikkben szereplő információk forrásmegjelöléseként.